# Illuminate
Illuminate — музыкальный коллектив из Германии (город Карлсруэ), созданный в 1993 году Йоханнесом Бертольдом — музыкантом с академическим образованием, который сочиняет и исполняет свою музыку в стилях дарквейв и мелодичной электро-готики. Проект является одним из самых известных и успешных проектов немецкой готик-вейв сцены и занимает высокое место наряду с Lacrimosa, Goethes Erben, Das Ich и Endraum. Многие композиции проекта являются хитами, которые не один месяц занимали почётные места в немецких альтернативных чартах DAC. Одной из причин известности Illuminate является уникальное звучание песен, в которых музыканты виртуозно комбинируют элементы классической музыки с танцевальными ритмами, а романтические фортепьянные пассажи — с тяжёлыми и атмосферными гитарными рифами. Такая необычная эклектика создает уникальное звучание группы, в котором любовная и трогательная готическая романтика соседствует с жёсткостью «металла», а танцевальная электроника органично вписывается в пафосные оркестровки.
За двадцать лет своего существования Illuminate выпустили больше тринадцати студийных альбомов, продали в общей сложности более двухсот тысяч дисков, объездили со своими концертами огромное количество стран и стали одной из наиболее успешных готических групп не только Германии, но и всего мира.

## История

### 1993—2002
Музыкальный проект Illuminate был сформирован в 1993 году. В 1993 (март) и 1994 годах были произведены первые записи коллектива Poesie и Es atmet!. Композиции с Poesie вошли на различные специализированные музыкальные сборники. Дебютный альбом Verfall выходит два года спустя в 1996 году как на немецком, так и на европейском рынках. В записи альбома в качестве гостя на одной из композиций принял участие Тило Вольф, известный по участию в Lacrimosa. В то время проект представлял собой дуэт, состоящий из Йоханнеса Бертольда (мужской вокал, инструменты) и Anja Krone (женский вокал). В августе 1997 года выходит второй альбом Erinnerungen и Illuminate выступают на фестивалях Wave Gotik Treffen и Zillo. Также был совершён концертный тур по странам Европы.
В 1998 году выходит третий альбом Erwachen. В 1999 году сингл Nur für dich добирается до первых мест немецких чартов. А в июле выходит сам альбом Letzer Blick zurück, после выхода которого начинаются смены в составе Illuminate, в том числе уход клавишника Маркуса Наули, основателя проекта Irrlicht. В 2000 году выходит сингл Dunkellicht, а затем и альбом Ein neuer Tag, который записывался в замке Бруно Крамма (Das Ich). В 2001 году вышел очередной альбом и получил название Kaltes Licht. На альбоме пела уже новая вокалистка Daniela Dietz, кроме того впервые за всю историю проекта на альбоме была представлена композиция на французском языке — Coulez mes larmes. В 2002 году Йоханнес Бертольд основывает сайд-проект Johannes Berthold и записывает в рамках его CD Narrenturm, на котором в том числе есть и ремикс от группы Irrlicht, отчасти состоящей из бывших членов группы Illuminate.

### 2003 — наши дни
В 2003 году Бертольд в честь десятилетия проекта выпускает два сборника 10х10 — чёрный (Schwarz) с более металическими композициями; и белый (Weiss) с более лирическим материалом. Название этих свборников 10х10 означают 10 лет группе и 10 композиций на каждом диске. Сборники не содержали композиций в том виде, в котором они были представлены на оригинальных релизах. Все композиции прошли ремекширование и переанжировку. Оформление сборников также было выбрано не случайно: по словам Йоханнеса Бертольда чёрный диск представляет собой «тёмную» сторону творчества проекта, а белый, соответственно, «светлую».
В сентябре 2004 года лейбл Nuclear Blast Records выпускает диск AugenBlicke, который первоначально замышлялся как постскриптум к трилогии (Verfall, Erinnerungen, Erwachen), но из-за новых впечатлений в жизни Йоханнеса — женитьбы и рождения сына — эта идея отступила на второй план. Альбом стал более гитарно ориентирован и, в то же время, обладал немалой толикой танцевальности и использованием классической музыки. В 2006 вышел альбом Zwei Seelen, характеризующийся более «метализированным» звучанием. Осенью 2008 года состоялась премьера альбома Zeit der Wölfe, который некоторые признали как один из самых мрачных в творчестве проекта.

## Название и лирика
По словам фронтмена Йоханнеса Бертольда, название проекта не имеет ничего общего с тайным обществом Иллюминатов, а лишь отражает лирическую концепцию проекта (Illuminate — латинское слово, означающее ярко, светло, ясно). Сама же лирика проекта прямолинейна и доступна для понимания. Йоханнес специально избегает употребления поэтических метафор.

## Состав

### Настоящий состав

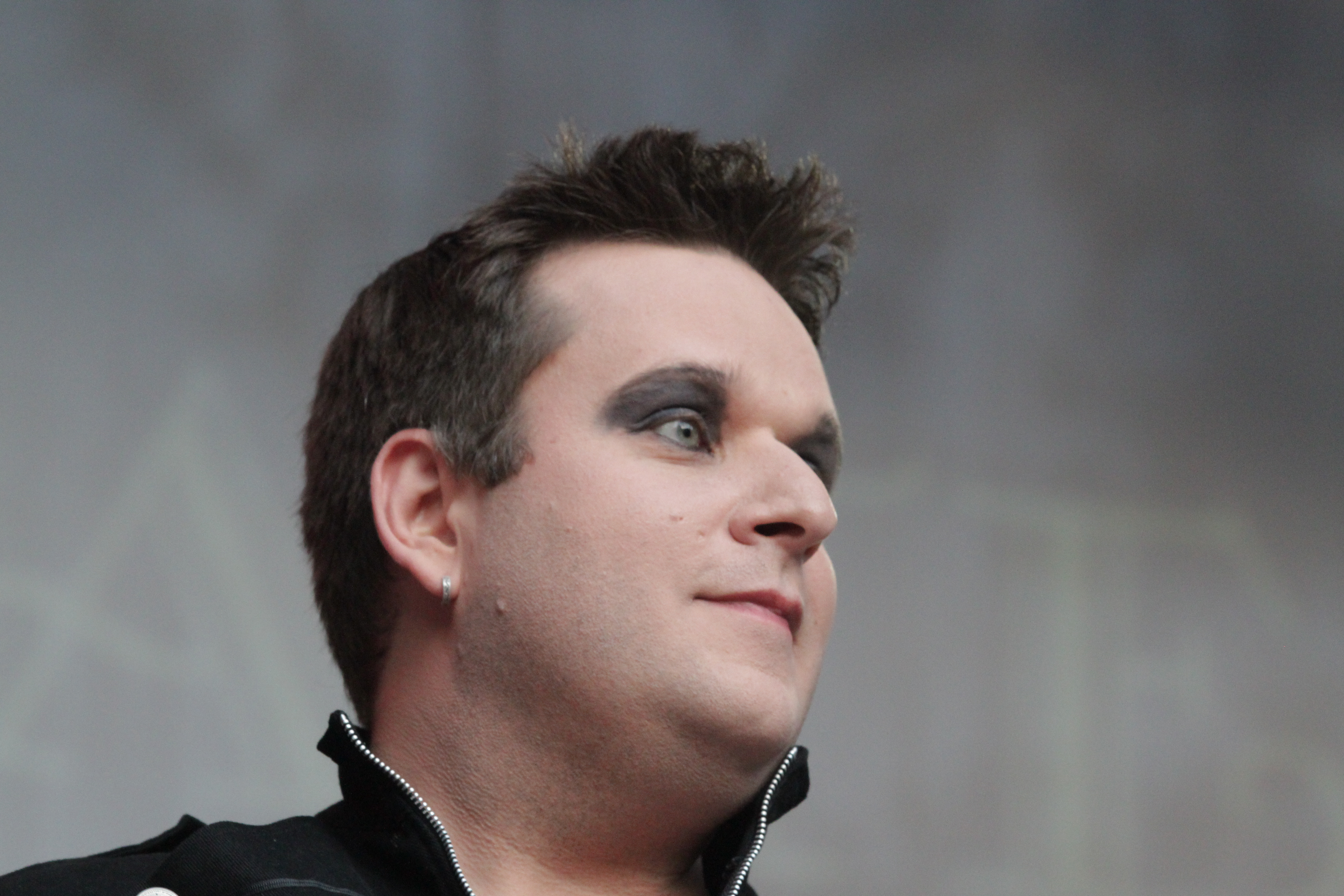
Johannes Berthold (WGT 2014)

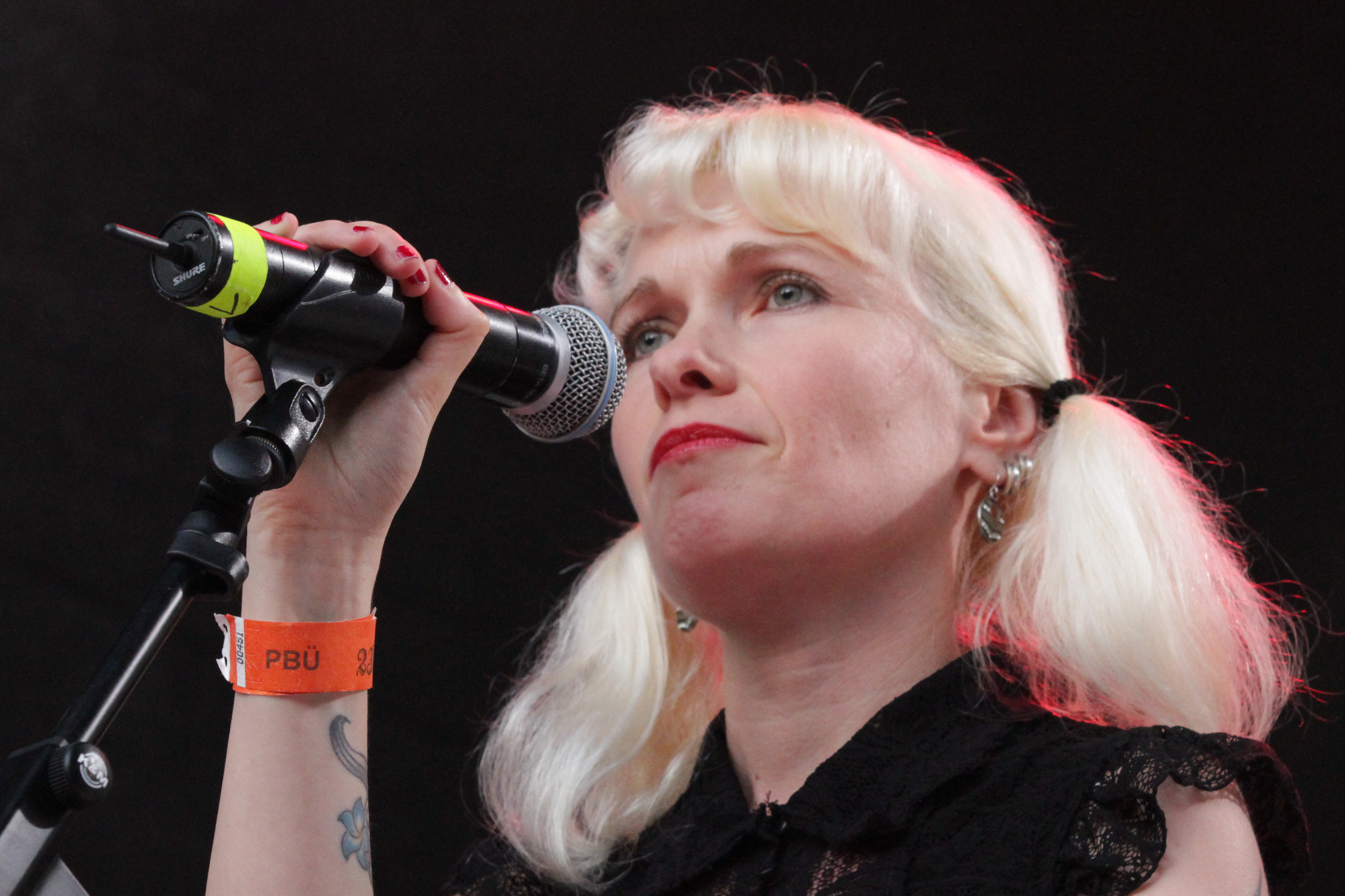
Sylvia Berthold (WGT 2014)

- Johannes Berthold — композитор, поэт (лирика), мужской вокал, фортепьяно, клавишные, программирование, бас;
- Sylvia Berthold — женский вокал;
- Jörn Langenfeld — гитара, бас;
- Johannes Knees — клавишные;
- Stef Dittrich — ударные.

### Бывшие участники
- Markus Nauli — клавишные;
- Anja Krone — оперный женский вокал;
- Manja Wagner — оперный женский вокал.

## Дискография

### Полноформатные альбомы
- 1996 — Verfall
- 1997 — Erinnerungen
- 1998 — Erwachen
- 1999 — Letzter Blick zurück
- 2000 — Ein neuer Tag
- 2001 — Kaltes Licht
- 2004 — AugenBlicke
- 2006 — Zwei Seelen / In Metal - Live in Mexico City
- 2008 — Zeit der Wölfe
- 2009 — Ohne Worte
- 2011 — Grenzgang
- 2012 — Zwischen Welten
- 2015 — GeZeichnet
- 2016 — Ohne Worte 2
- 2018 — Ein Ganzes Leben
- 2019 — Zorn

### Синглы
- 1993 — Poesie
- 1994 — Es atmet!
- 1999 — Nur für dich
- 2000 — Dunkellicht
- 2001 — Bittersüsses Gift

### Сборники
- 2003 — 10x10 - Schwarz
- 2003 — 10x10 - Weiss
- 2009 — Splitter

### Live
- 1999 — Letzter Blick zurück — Live in Zürich (VHS)
- 2004 — AugenBlicke — Live in Mexico-City (Bonus CD)

### Johannes Berthold
- 2002 — Narrenturm